# Dolní Ves
Dolní Ves (německy Unterdorf) je část města Fryšták v okrese Zlín. Nachází se na jihu Fryštáku. Je zde evidováno 232 adres. Trvale zde žije 529 obyvatel.
Dolní Ves je také název katastrálního území o rozloze 10,99 km2.

## Pamětihodnosti
- Zemědělský dvůr čp. 118
- Krucifix